# Arazzeria Scassa
L'arazzeria Scassa è una manifattura italiana di arazzi che ha sede nella Certosa di Valmanera presso Asti, monastero vallombrosiano che la ospita insieme a un laboratorio di restauro di arazzi antichi e un museo.

## Storia
La manifattura fu fondata nel 1957 per iniziativa di Ugo Scassa. Inizia il suo percorso con il nome "Italia disegno", laboratorio di produzione di tappeti annodati a mano, e diventa nel 1960 il laboratorio di tessitura di arazzi con telai ad alto liccio, in quell'anno vinse il concorso per la decorazione del salone delle feste del transatlantico Leonardo da Vinci con sedici arazzi di cui: sei di Corrado Cagli, tre di Antonio Corpora, tre di Giulio Turcato, due di Giuseppe Santomaso, uno di Giuseppe Capogrossi e Bernini, ancora firmati "Italia disegno".
Con una nuova firma Arazzeria Scassa il laboratorio continua la produzione per la decorazione delle navi Michelangelo, con 12 pezzi, e Raffaello con 24 pezzi. Inizia un periodo fertile in cui l'arazzeria produce un grande numero di pezzi per committenze sia pubbliche che private.
Ugo Scassa scompare a 88 anni nel gennaio 2017.

## Tecnica

### Disegno
Il bozzetto viene proiettato tramite diapositiva sui fili dell'ordito e qui riportato con un segno indelebile. La precisa aderenza al modello e ai suoi colori è incombenza delle tessitrici sotto la supervisione dell'arazziere.

### Telai
Tutti gli arazzi realizzati sono tessuti su grandi telai ad alto liccio. 

### Tintura
Il laboratorio provvede in proprio alla tintura delle lane campionate sulla gamma cromatica di ogni pezzo, colori che vengono all'occorrenza composti con effetto melange.

## Gli artisti
Alcuni artisti con i quali collabora sono Corrado Cagli, Renato Guttuso, Giorgio De Chirico, Felice Casorati.
I cartoni dei 220 arazzi tessuti dalla manifattura dalla sua nascita nel 1957 al 2007 sono di: Roberto Aloi, Carla Accardi, Marcello Avenali, Mirko Basaldella, Giuseppe Capogrossi, Antonio Corpora, Piero Dorazio, Mario Giansone, Edoardo Giordano, Ezio Gribaudo, Beatrice Lazzari, Luigi Montanarini, Umberto Mastroianni, Francesco Muzzi, Giovanni Omiccioli, Gian Paolo Pace, Achille Perilli, Renzo Piano, Mimmo Rotella, Piero Sadun, Antonio Sanfilippo, Giuseppe Santomaso, Antonio Scordia, Mario Sironi, Luigi Spazzapan, Emilio Tadini, Giulio Turcato, Emilio Vedova, Antonio Zancanaro. Degli artisti stranieri: Salvador Dalí, Max Ernst, Kandinskij, Klee, Matisse, Henri Rousseau e Mirò.